# Ação Libertadora Nacional
Ação Libertadora Nacional, ALN, gerillarörelse grundad 1968 av den brasilianske revolutionären Carlos Marighella.